# Єловка Нова
Єло́вка Но́ва (рос. Еловка Новая) — селище у складі Сєровського міського округу Свердловської області.
Населення — 53 особи (2010, 47 у 2002).
Національний склад населення станом на 2002 рік: росіяни — 96 %.